# Ajo de la mano
El ajo de la mano es un plato elaborado con patatas majadas y pimentón típico de las cocinas cordobesa y jienense. Su elaboración es similar al ajo colorao con la excepción de que no posee como ingrediente pescado. El plato es de origen humilde, sus ingredientes corresponden a lo típico que posee una despensa de agricultores andaluces. 

## Características
Su elaboración es similar a la de muchos gazpachos. El ajo de la mano emplea patatas cocidas y ajos, ambos se majan juntos en un almirez o utensiio hasta obtener una pasta fina. Por regla general se añade un pimiento seco que le proporciona color rojo y se aromatiza con comino. Durante las últimas fases del majado se le añade un chorro de aceite de oliva con un poco de vinagre. 